# OS X 매버릭스
OS X 매버릭스(OS X Mavericks, 버전 10.9)는 애플의 10번 째 주요 OS X 운영 체제이다. 2013년 6월 10일 WWDC 2013에서 발표되었다. 2013년 10월 22일 애플은 OS X 매버릭스를 무료로 배포하겠다고 밝혔으며 같은 달 23일부터 정식 버전의 배포가 시작되었다.
기존 맥 OS 10 버전 대는 고양이과의 펫 네임을 사용했는데, 10.8(마운틴 라이언)을 마지막으로 10.9(매버릭스)부터는 미국 캘리포니아 주의 지명을 사용하기 시작했다. 후속 버전은 OS X 요세미티이다.
2013년 10월 22일, 애플은 자사의 운영 체제와 비즈니스 소프트웨어의 수명을 위해 무료 업그레이드를 제공하였다.

## 출시 역사
| 출시 번호 | 빌드    | 날짜             | 참고             |
| --------- | ------- | ---------------- | ---------------- |
| 10.9      | 13A476u | 2013년 6월 10일  | 개발자 프리뷰 1  |
| 10.9      | 13A497d | 2013년 6월 24일  | 개발자 프리뷰 2  |
| 10.9      | 13A510d | 2013년 7월 8일   | 개발자 프리뷰 3  |
| 10.9      | 13A524d | 2013년 7월 22일  | 개발자 프리뷰 4  |
| 10.9      | 13A538g | 2013년 8월 7일   | 개발자 프리뷰 5  |
| 10.9      | 13A558  | 2013년 8월 21일  | 개발자 프리뷰 6  |
| 10.9      | 13A569  | 2013년 9월 3일   | 개발자 프리뷰 7  |
| 10.9      | 13A584  | 2013년 9월 16일  | 개발자 프리뷰 8  |
| 10.9      | 13A598  | 2013년 10월 4일  | 골든마스터(GM)   |
| 10.9      | 13A603  | 2013년 10월 21일 | 골든마스터2(GM2) |
| 10.9      | 13A603  | 2013년 10월 23일 | 정식 버전        |
| 10.9.1    | 13B42   | 2013년 12월 16일 | 업데이트         |
| 10.9.2    | 13C64   | 2014년 2월 25일  | 업데이트         |
| 10.9.3    | 13D65   | 2014년 5월 15일  | 업데이트         |
| 10.9.4    | 13E28   | 2014년 6월 30일  | 업데이트         |
| 10.9.5    | 13F34   | 2014년 9월 17일  | 업데이트         |

## 새로운 기능

### Finder
- 탭 기능 추가
- 태그 기능 추가
- 전체 화면 지원 등 디자인 개선

### 알림 센터
- 배경 디자인 수정
- 잠금화면에서 알림 보기
- 메시지(iMessage) 보내기 항목 추가
- 바로 답장 보내기
- 방해금지 모드 추가

### 사파리
- 사이드바, Top Sites 디자인 변경
- 절전 모드 추가

### 그 외
- iBooks 내장
- 지도, 메모앱 디자인 변경
- 다중 모니터 작업 환경 변경
- 앱 냅(App Nap), 메모리 압축 등 최적화 기술 추가
- Dashboard, 로그인 화면, Launchpad 폴더, Mission Control 등에서 배경화면 질감 제거

## 같이 보기
- 아쿠아 (사용자 인터페이스)